# 維沃洛斯冰川
64°52′S 62°48′W / 64.867°S 62.800°W
維沃洛斯冰川（Vivallos Glacier），是南極洲的冰川，位於葛拉漢地的丹科海岸，最終注入帕拉代斯港的利斯灣，以智利探險隊成員命名，現時由南極條約體系管理。